# Ейми Тан
Ейми Тан (на английски: Amy Tan) е американски писател на бестселъри в жанра съвременен роман, документалистика и детска литература.

## Биография и творчество
Родена е на 19 февруари 1952 г. в Оукланд, Калифорния, САЩ, в семейството на китайските емигранти Джон Тан, електроинженер и баптистки свещеник, и Дейзи Ли, медицинска сестра. Има двама братя. Семейството се мести многократно в предградията, а тя намира своя свят в книгите, макар родителите ѝ да искат да стане пианистка. Семейство Тан е участвало в неформалната група „The Joy Luck Club“, която е играла на фондовия пазар, с цел постигане на американската мечта.
Когато е на 15 години, баща ѝ и по-големият ѝ брат умират от мозъчни тумори. Тогава научава, че майка ѝ била принудена да изостави четирите си деца от предишен брак в Китай – син и три дъщери, а баба ѝ у била убита. По-късно пътува с майка си за среща със сестрите си. На тази история се основава първият ѝ роман.
След гимназията започва да учи баптистика в колежа „Лайнфийлд“ в Орегон, но после се премества в Университета в Сан Хосе, където през 1974 г. завършва с бакалавърска степен, а през 1974 г. с магистърска степен по английски език и лингвистика от Университета в Сан Хосе. В периода 1974 – 1976 г. завършва докторантура по лингвистика в Калифорнийския университет в Бъркли.
На 6 април 1974 г. се омъжва за Лус Дематей, данъчен адвокат от италиански произход.
След дипломирането си в периода 1976 – 1981 г. работи като езиков консултант на програми за деца с увреждания към Асоциацията за умствено развитие към окръг Аламида в Оукланд. В периода 1980 – 1981 г. е ръководител на проект „MORE“ в Сан Франциско, през 1981 – 1983 г. е репортер, главен редактор и сътрудник на списанието „Emergency Medicine Reports“, а в периода 1983 – 1987 г. е на свободна практика към вестник „Лос Анджелис Таймс“, в Лос Анджелис. Работи и като бизнес писател на свободна практика за телекомуникационни компании като „AT & T“, IBM, и „Northern Telecom“, и др. От 2006 г. е литературен редактор в списание „West“, неделно издание на „Лос Анджелис Таймс“.
През 1985 г. присъства на писателски семинар в Скуо вали и среща писателката Моли Гилес, която и дава ценни съвети и я запалва да пише. Първият ѝ разказ е публикуван една година по-късно.
Първият ѝ роман „The Joy Luck Club“ (Клубът „Джой Късметлията“) е издаден през 1989 г. Книгата, съставляваща сборник от свързани разкази, представя историята на четири майки и техните дъщери в периода от дореволюционен Китай до съвременните дни в Сан Франициско – две поколения жени борещи се да запазят културната си идентичност. Романът става бестселър и е номиниран за различни награди. През 1993 г. е екранизиран в успешния едноименен филм с участието на Тамлин Томита и Розалинд Чао.
През 2001 г. е издаден романът ѝ „Дъщерята на лечителя“, който представя историята на китайска емигрантка и нейната родена в Америка дъщеря, която открива своята история и връзка с миналото. През 2008 г. по книгата е направена опера за Санфранциската опера, а Ейми Тан пише либретото за нея.
През 1999 г. е заразена с Лаймска болест, за което обаче е диагностицирана едва през 2003 г., което я е довело до епилептични припадъци. Заради заболяването си е съосновател на фондацията „LymeAid 4 Kids“, която помага на заболели деца нямащи здравна осигуровка.
Освен като писател, като пианистка участва в благотворителната музикалната рок група на писателите „Rock Bottom Remainders“, в която участват Дейв Бари, Скот Търоу, Ридли Пиърсън, Стивън Кинг, Джеймс Макбрайд, Рой Блънт и др.
Ейми Тан живее със семейството си в Сосалито, Калифорния.

## Произведения

### Самостоятелни романи
- The Joy Luck Club (1989)
- The Kitchen God's Wife (1991)
- The Hundred Secret Senses (1995)
- The Bonesetter's Daughter (2001)
Дъщерята на лечителя, изд.: ИК „Прозорец“, София (2003), прев. Калоян Игнатовски
- Saving Fish from Drowning (2005)
- Valley of Amazement (2013)

### Новели
- Rules for Virgins (2013)

### Разкази
- Моята майка, сп.“Съвременник“, бр.4, 2012
- Мечтата на момичето, сп.“Съвременник“, 2006

### Детска литература
- The Moon Lady (1992)
- The Chinese Siamese Cat (1994)

### Документалистика
- Mid-Life Confidential (1994) – с Дейв Бари, Стивън Кинг, Табита Кинг, Барбара Кингсолвър и Ридли Пиърсън
- Mother (1996) – с Мая Анджелоу и Мери Хигинс Кларк
- The Opposite of Fate (2003)
- Hard Listening (2014) – с Мич Албом, Дейв Бари, Сам Бари, Мат Грьонинг, Рой Блънт младши, Стивън Кинг, Джеймс Макбрайд, Ридли Пиърсън и Скот Търоу

## Екранизации
- 1993 The Joy Luck Club – по романа, сценарист и продуцент
- 2001 Sagwa, the Chinese Siamese Cat – детски ТВ сериал, по книгата „The Chinese Siamese Cat“ и идеята